# Lijst van beschermd erfgoed in Dison
Onderstaande tabel geeft een overzicht van de beschermde erfgoederen in de gemeente Dison. Het beschermd erfgoed maakt onderdeel uit van het cultureel erfgoed in België.
| Object | Bouwjaar/architect | Deelgemeente | Adres                 | Coördinaten                   | Nummer?                | Afbeelding                                                             |
| --- | ------------------ | ------------ | --------------------- | ----------------------------- | ---------------------- | ---------------------------------------------------------------------- |
| De beboste heuvel genaamd "La Chantoire" met de Grottes de la Chantoire en de ruïnes van de Sint-Annakapel |                    | Andrimont    |                       | 50° 36' 13" NB, 5° 53' 40" OL | 63020-CLT-0001-01 Info |                                                                        |
| De straatgevel van het huis waar de dichter Adolphe Hardy werd geboren                                     |                    |              | Place du Sablon, n°79 | 50° 36' 40" NB, 5° 51' 15" OL | 63020-CLT-0002-01 Info | De straatgevel van het huis waar de dichter Adolphe Hardy werd geboren |